# Bilan Osman
Bilan Osman, född 8 september 1992 i Göteborg[källa behövs], är en svensk journalist och författare. Hon är kolumnist på Tidningen Syre, före detta kolumnist i Expressen, Svenska Dagbladet, medarbetare/föreläsare på stiftelsen Expo och inte längre krönikör och reporter på Dagens ETC. Hon växte upp i Linköping och Partille med föräldrar från Somalia. 
År 2013 var Osman tillsammans med Fatima Doubakil, Foujan Rouzbeh, Nabila Abdul Fattah och Nachla Libre initiativtagare till Hijabupproret. Detta syftade till att normalisera bärandet av hijab i Sverige.
Osman medverkar i antologin Av oss blev det aldrig några riktiga damer. och i antologin Svart kvinna, utgiven 2015 av Natur & Kultur. Hon har även medverkat i antologierna Rummet (Galago, 2015) och En annan historia (Volante, 2017).
Mellan 2018 och 2019 var Osman krönikör i Svenska Dagbladet. Från 2018 skrev Osman kolumner på Feministiskt Perspektiv, och sedan 2021 skriver hon krönikor i kulturtidskriften Opulens. 2023 tillträdde Osman som kommunikatör på studieförbundet Ibn Rushd.
2025 släpper Bilan Osman romanen Det var bättre förr på Norstedts förlag.

## Priser och utmärkelser
- 2014 tilldelades Osman årets ELSA-priset [11] av Svenska kommittén mot antisemitism. Priset är en årlig utmärkelse för enskilda personer eller grupper som via sociala medier eller på annat sätt motverkar antisemitism och andra typer av fördomar.
- 2020 nominerades Osman i en kategori ("Årets rising star") av Tidskriftspriset som delas ut av branschorganisationen Sveriges Tidskrifter.